# Pino Ammendola

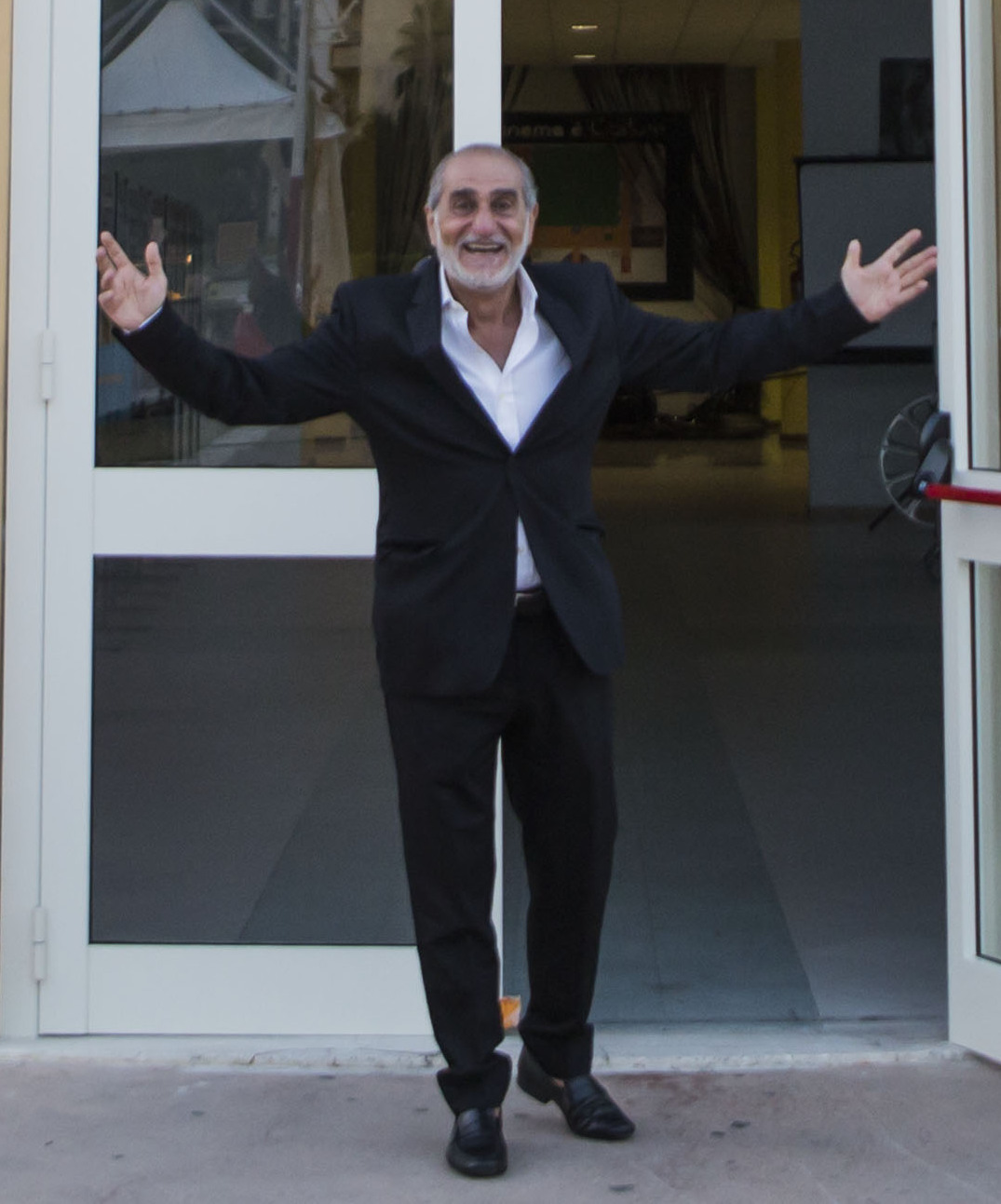
Pino Ammendola, 2018

Pino Ammendola (eigentlich Giuseppe Ammendola, * 2. Dezember 1951 in Neapel) ist ein italienischer Schauspieler, Theaterautor und Filmregisseur.

## Leben
Ammendola ist hauptsächlich durch seine Bühnenarbeit bekannt. Zahlreiche selbst geschriebene Stücke spielte er mit seinem Dauer-Kollegen Nicola Pistoia mit großem Erfolg. Zu seinen Stücken gehören unter etlichen anderen Uomini targati Eva, Coppie in multiproprietà und Carabinieri si nasce.
Seit 1977 ist er immer wieder auch auf der Leinwand und in Fernsehrollen zu sehen; 2001 adaptierte er mit Pistoia ihr eigenes Stück Stregati dalla luna fürs Kino.
Neben seiner darstellenden Tätigkeit ist Ammendola auch ein vielbeschäftigter Synchronsprecher.